# Syed Mohd Agil Syed Naguib
Syed Mohd Agil Syed Naguib (* 10. Februar 1994 in Negeri Sembilan) ist ein malaysischer Tennisspieler.

## Karriere
Syed Mohd Agil Syed Naguib spielt hauptsächlich auf der ATP Challenger Tour und der ITF Future Tour. Im Doppel erfolgte bei den  Malaysian Open im September 2012 in Kuala Lumpur der erste Auftritt auf World-Tour-Niveau. Hierbei bildete Naguib ein Doppelpaar mit Mohd Assri Merzuki, wobei die beiden ihre Erstrundenpartie klar in zwei Sätzen gegen Mariusz Fyrstenberg und Marcin Matkowski verloren. Auch in den Jahren 2013 und 2014 verlor er, jeweils mit einer Wildcard im Doppel ausgestattet, jeweils die Auftaktrunde beim Turnier in Kuala Lumpur.
Syed Mohd Agil Syed Naguib spielt seit 2012 für die malaysische Davis-Cup-Mannschaft. Für diese trat er in 13 Begegnungen an, wobei er im Einzel eine Bilanz von 3:2 und im Doppel von 8:3 aufzuweisen hat.